# Plays Pretty Just for You
| Recensione | Giudizio |
| ---------- | -------- |
| AllMusic   | [ 2 ]    |

Plays Pretty Just for You è un album discografico di Jimmy Smith (a nome Jimmy Smith at the Organ), pubblicato dalla casa discografica Blue Note Records nel settembre del 1957.

## Tracce

### LP
Lato A
1. The Nearness of You – 5:44 (Hoagy Carmichael)
2. The Jitterbug Waltz – 4:57 (Fats Waller)
3. East of the Sun – 6:06 (Brooks Bowman)
4. Autumn in New York – 4:24 (Vernon Duke)

Lato B
1. Penthouse Serenade – 5:29 (Will Jason, Val Burton)
2. The Very Thought of You – 4:29 (Ray Noble)
3. I Can't Get Started – 4:48 (Ira Gershwin, Vernon Duke)
4. Old Devil Moon – 5:42 (Yip Harburg, Burton Lane)

## Musicisti
- Jimmy Smith - organo
- Eddie McFadden - chitarra
- Donald Bailey - batteria

Note aggiuntive
- Alfred Lion - produttore
- Rudy Van Gelder - ingegnere delle registrazioni
- Francis Wolff - foto copertina album originale
- Tom Hannan - design copertina album originale
- Leonard Feather - note retrocopertina album originale [3]